# Sciez
Sciez is een gemeente in het Franse departement Haute-Savoie (regio Auvergne-Rhône-Alpes) en telt 4782 inwoners (2004). De plaats maakt deel uit van het arrondissement Thonon-les-Bains.

## Geografie
De gemeente ligt aan de zuidelijke, Franse oever van het Meer van Genève. De oppervlakte van Sciez bedraagt 20,4 km², de bevolkingsdichtheid is 234,4 inwoners per km².
De onderstaande kaart toont de ligging van Sciez met de belangrijkste infrastructuur en aangrenzende gemeenten.

## Demografie
Onderstaande figuur toont het verloop van het inwonertal (bron: INSEE-tellingen).